# Alessia Praz
Alessia Praz (Aosta, 14 maggio 1997) è un'allenatrice di ginnastica ed ex ginnasta italiana, specializzata nella trave.

## Biografia

### Carriera juniores
Alessia ha cominciato la ginnastica artistica nella Società Ginnastica Olimpia di Aosta; è passata alla Pietro Micca di Biella nel novembre 2007, società in cui ha cominciato ad allenarsi sei ore al giorno e a frequentare una scuola privata.
Nel 2008, nel campionato di categoria allieve 2º livello, è diventata campionessa regionale (Piemonte-Valle d'Aosta), ha conquistato il secondo posto interregionale (Lombardia-Liguria-Piemonte/Valle d'Aosta) e infine la medaglia di bronzo nella fase nazionale.
Nel 2009 ha partecipato al collegiale della Union Européenne de Gymnastique a Tirrenia. in quell'anno, passata al 4º livello del campionato di categoria allieve, ha ottenuto il quarto posto nella fase regionale (Piemonte-Valle d'Aosta), il settimo posto interregionale (Lombardia-Liguria-Piemonte/Valle d'Aosta) e il settimo posto nella fase nazionale.
Nel 2010 con la squadra della Pietro Micca ha gareggiato in Serie B, e su di lei erano riposte le speranze di vittoria per raggiungere la promozione in A2. Nell'estate è passata al settore giovanile della GAL Lissone.
Nel 2011 Alessia ha esordito nella serie A1 con la GAL, gareggiando in due prove, nell'anno in cui la squadra ha vinto la stella dei 10 scudetti.

### Carriera senior: 2012 e 2013
Nel 2012 ha gareggiato in serie A2 con la GAL GymTeam Lixonum, seconda squadra della Lissonese.
L'anno successivo ha contribuito a pieno titolo alla vittoria del dodicesimo scudetto della stagione 2013 della GAL Lissone.
Nel novembre 2013 conquista l'argento ai Campionati italiani di Categoria senior, classificandosi dietro a Martine Buro.

### 2014: Serie A e assoluti
Insieme ad Elisabetta Preziosa, Elisa Meneghini, Francesca De Lazzari e alla greca Argyro Afrati compone la squadra della GAL Lissone. Compete in tutte e tre le tappe previste (Firenze, Torinio e Desio), contribuendo a conquistare il terzo posto, alle spalle della vincente Brixia e della Olos Gym 2000.
Il 31 maggio compete inoltre ai suoi secondi campionati assoluti, concentrandosi solo sulla trave. Purtroppo commette gravi errori che compromettono il punteggio finale (10.650) e non le consentono di prender parte alla finale alla trave del giorno successivo.
Partecipa ai campionati di Categoria e vince l'oro all-around

### 2015: Campionati di categoria
Partecipa ai campionati di categoria e vince l'argento all-around, preceduta da Giulia Paglia, e davanti ad Arianna Rocca.
Partecipa alla Leverkusen Cup con la Gal Lissone che vince la medaglia d'oro.

## Televisione
Il 20 marzo 2013 è stata annunciata la terza stagione del programma Ginnaste - Vite parallele; le riprese sono cominciate il 22 marzo in occasione del Trofeo Città di Jesolo, e le puntate sono state trasmesse dal mese di maggio. Insieme ad Alessia le protagoniste della terza stagione sono Carlotta Ferlito, Elisabetta Preziosa, Elisa Meneghini, Emily Armi, Sara Barri, Francesca Deagostini.